# Alphonse XII
Pour les articles homonymes, voir Alphonse, Alphonse de Bourbon et Bourbon.
Alphonse XII (né le 28 novembre 1857 à Madrid, mort le 25 novembre 1885 dans la même ville), fils de la reine Isabelle II et du roi consort François d'Assise, est roi d'Espagne de 1874 à 1885.

## Biographie

### Jeunesse
Prince de Bourbon et Bourbon (Borbón y Borbón), le nouveau-né reçoit des prénoms rendant hommage à la dynastie à laquelle il appartient, au pape et à certains saints Espagnols. Il est baptisé Alphonse, François, Pie, Ferdinand, Jean de Marie de la Conception, Grégoire Pelayo (Alfonso Francisco Fernando Pío Juan de María de la Concepción Gregorio Pelayo). En tant qu'héritier du trône d'Espagne, il reçoit le titre de prince des Asturies. Son parrain et sa marraine sont le roi et la reine des Belges. 
Il a quatre sœurs : l'infante Isabelle, comtesse de Girgenti (1851-1931), l'infante María del Pilar d'Espagne (1861-1879), l'infante María de la Paz de Borbón, princesse de Bavière (1862-1946) et l'infante Eulalie de Bourbon (1864-1958). Parmi ses précepteurs, on trouve le général Álvarez Ossorio et l'archevêque de Burgos. Ce dernier est choisi par la reine Isabelle sur le conseil de Pie IX.

### Renversement de la monarchie
En 1868, alors qu'il est encore un enfant, sa mère est détrônée par la révolution de 1868 qui envoie la famille royale en exil. Celle-ci s'installe à Paris. Du fait de son éloignement, le jeune prince acquiert une expérience inestimable car il se frotte à d'autres systèmes politiques en France, en Autriche et au Royaume-Uni. Il est le premier prince des Asturies à profiter d'une formation militaire à l'étranger.
À Paris, sa première école est le collège Stanislas. Le 29 septembre 1869, la famille déménage provisoirement à Genève où en plus des cours particuliers, il suit l'enseignement de l'Académie publique. À Vienne, on le retrouve à l'Académie royale et impériale, puis en Angleterre à l'Académie royale militaire de Sandhurst. Le futur roi connaît ainsi de première main le constitutionnalisme anglais. Dans la correspondance d'Alphonse avec sa mère, il apparaît clairement que la famille royale ne dispose alors que de faibles moyens d'existence.
Le 25 juin 1870, dans un document signé à Paris, sa mère Isabelle II renonce à ses droits dynastiques en faveur de son fils Alphonse qui devient alors pour les monarchistes le roi légitime d'Espagne.
En Espagne, divers gouvernements se succèdent ; un gouvernement provisoire (1868-1870), la monarchie démocratique d'Amédée Ier (1871-1873) et la Première République espagnole (1873-1874). Celle-ci se termine lors du coup d'État de Manuel Pavía qui commence une nouvelle période de trouble avant la restauration bourbonienne. La période 1868-1874 est connue sous le nom de Sexenio Democrático (les « six années démocratiques »). La cause royale y est représentée au Parlement par Antonio Cánovas del Castillo.

### Roi d'Espagne

#### Accession au trône

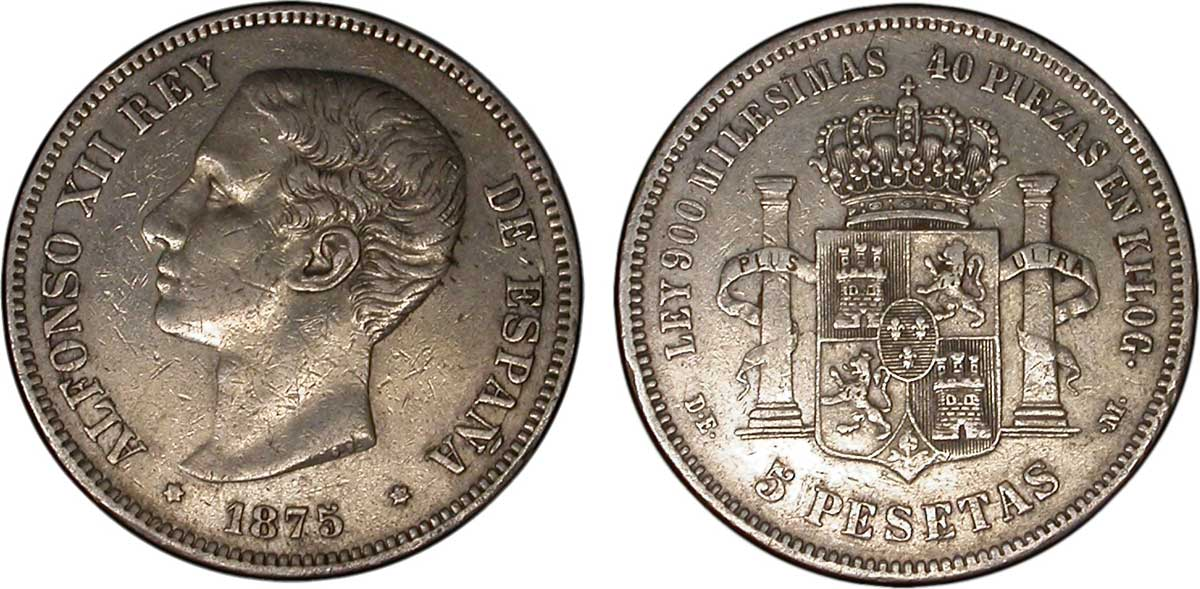
Pièce de 5 pesetas à l'effigie d'Alphonse XII, 1875.

Le 1er décembre 1874, Alphonse rend public le manifeste de Sandhurst dans lequel il se présente aux Espagnols comme un prince catholique, espagnol, constitutionnaliste, libéral et désireux de servir la nation.
Le 29 décembre 1874 à Sagonte, Francisco Serrano est le chef de l'État et Práxedes Mateo Sagasta, le chef du gouvernement. Le général Arsenio Martínez-Campos Antón se prononce alors pour une restauration bourbonienne. En janvier 1875, Alphonse rentre en Espagne où il est proclamé roi par le Parlement. Il a 17 ans.

#### Règne
Son règne consiste principalement à consolider la monarchie et les institutions et à réparer les dommages laissés par les luttes internes du Sexenio Democrático. Il y gagne le titre de « pacificateur ». La nouvelle constitution est approuvée en 1876. Cette même année, on met fin à la guerre carliste menée par le prétendant Charles de Bourbon. Au Pays basque et en Navarre, les privilèges sont réduits. À Cuba, le pacte de Zanjón suspend les hostilités.
Alphonse XII entreprend en 1883 des visites officielles en Belgique et en Autriche. En Alsace-Moselle, alors Terre de l'Empire allemand, il accepte la nomination au grade de colonel honoraire d'un régiment. Lors de sa visite officielle en France, cela lui vaut une certaine hostilité de la part de la population parisienne. À cette époque, l'Allemagne tente d'occuper les Îles Carolines, sous domination espagnole. L'incident entre les deux pays se termine en faveur de l'Espagne par la signature de l'accord hispano-allemand de 1885.

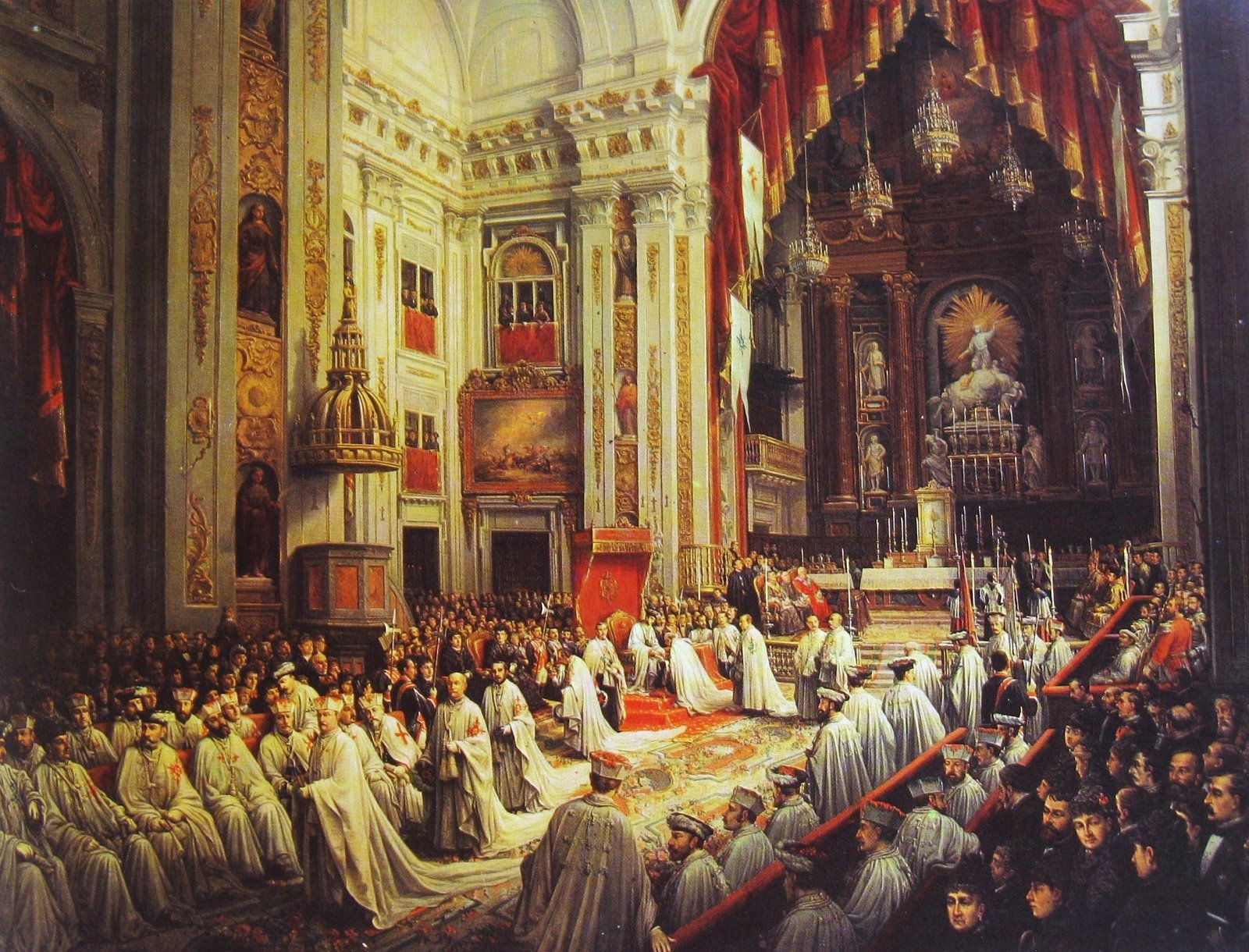
Investiture d'Alphonse XII comme Grand Maître des Ordres Militaires, le 24 février 1877.

Cette même année, une épidémie de choléra se déclare à Valence et s'étend à l'intérieur du pays. Alors que l'épidémie atteint Aranjuez, le roi exprime le désir de rendre visites aux malades, mais le gouvernement refuse de lui faire prendre ce risque. Le roi se rend toutefois à Aranjuez et fait ouvrir les portes du palais royal pour loger les troupes de la garnison. Une fois sur place, il console les malades et distribue de l'aide. Lorsque le gouvernement est mis au courant du voyage, il envoie le ministre de la justice, le capitaine général et le gouverneur civil pour ramener le roi à Madrid. À son retour, le peuple le reçoit en héros, dételant les chevaux de sa voiture pour la tirer jusqu'au palais royal.
Peu de temps après, le 25 novembre, Alphonse XII meurt de tuberculose au palais du Pardo à Madrid. Il est le dernier roi d'Espagne à être mort sur le trône.

### Mariage et descendance

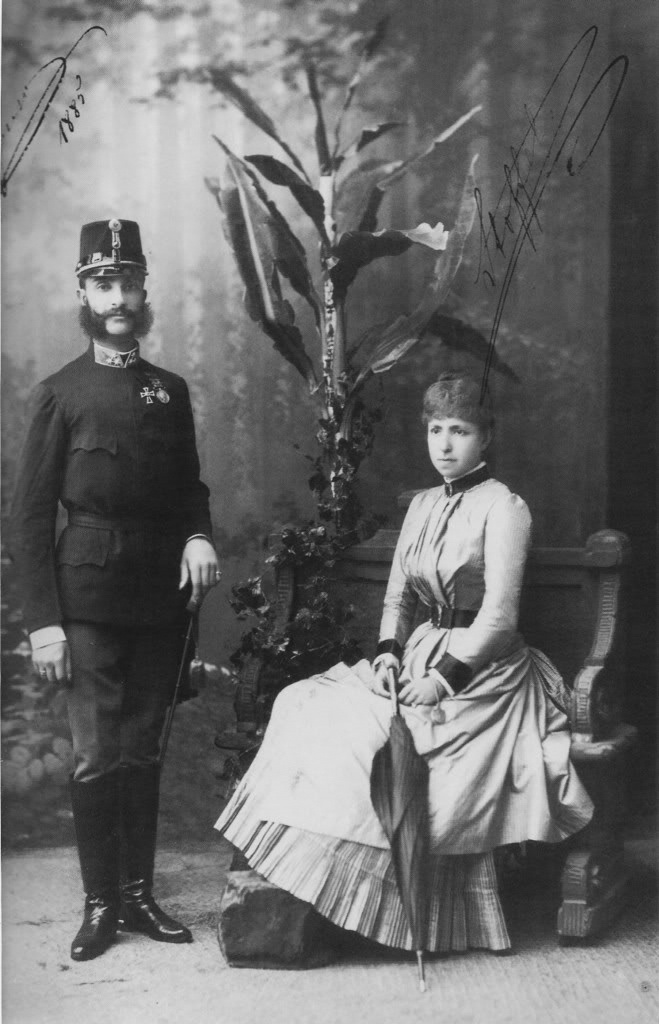
Alphonse XII et la reine Marie-Christine.

Sa mère la reine Isabelle II semble avoir envisagée une union entre son fils aîné et la fille aînée du prétendant carliste, Blanche de Bourbon.
Cependant Alphonse XII n'est pas intéressé et épouse en premières noces sa cousine, l'infante d'Espagne Mercedes d'Orléans (1860-1878), fille d'Antoine d'Orléans, duc de Montpensier, et de l'infante Louise-Fernande de Bourbon. Sa mort à 18 ans, d'une maladie (tuberculose ou typhus) qui provoque une fausse couche fatale, fait de cette jeune reine très populaire une héroïne romantique.
Veuf à 20 ans, très affecté par ce deuil, le roi se fiance à l'infante Marie-Christine, âgée de 26 ans, sœur de sa défunte épouse mais celle-ci meurt avant la célébration des noces.
Il épouse en deuxièmes noces, le 29 novembre 1879, l'archiduchesse Marie-Christine d'Autriche (1858-1929), avec qui il a trois enfants :
- la princesse Marie de Bourbon, princesse des Asturies (1880-1904), qui épouse en 1901 Charles de Bourbon-Siciles (1870-1949), créé infant d'Espagne ;
- l'infante Marie-Thérèse de Bourbon (1882-1912), qui épouse en 1906 Ferdinand-Marie de Bavière (1884-1958), créé infant d'Espagne (1884-1958) ;
- Alphonse XIII (1886-1941), enfant posthume et roi dès sa naissance le 17 mai 1886, sous la régence de sa mère jusqu'en 1902.

Alphonse XII a au moins deux fils illégitimes avec la cantatrice Elena Sanz (1844-1898) qui est pensionnée par le roi. Ces deux enfants ne possédaient aucun droit au trône espagnol :
- Alfonso Sanz y Martínez de Arizala (1879-1970) ;
- Fernand Sanz y Martínez de Arizala (1881-1925).

À la mort du roi, la reine Marie-Christine devient régente et exile la maîtresse de son mari en France, où elle reçoit le soutien financier de l'ex-reine Isabelle II. 

## Hommages
Émile Pessard a composé un Hymne à la paix, sur un poème d'Alphonse Leduc, dédié à sa Majesté Don Alfonso XII, roi d'Espagne, pour voix et piano.